# جون شيلتون كورتيس
جون شيلتون كورتيس (بالإنجليزية: John Shelton Curtiss)‏ هو مؤرخ أمريكي، ولد في 15 يوليو 1899 في بوفالو في الولايات المتحدة، وتوفي في 27 ديسمبر 1983 في هونولولو في الولايات المتحدة.